# Schebaa-Farmen

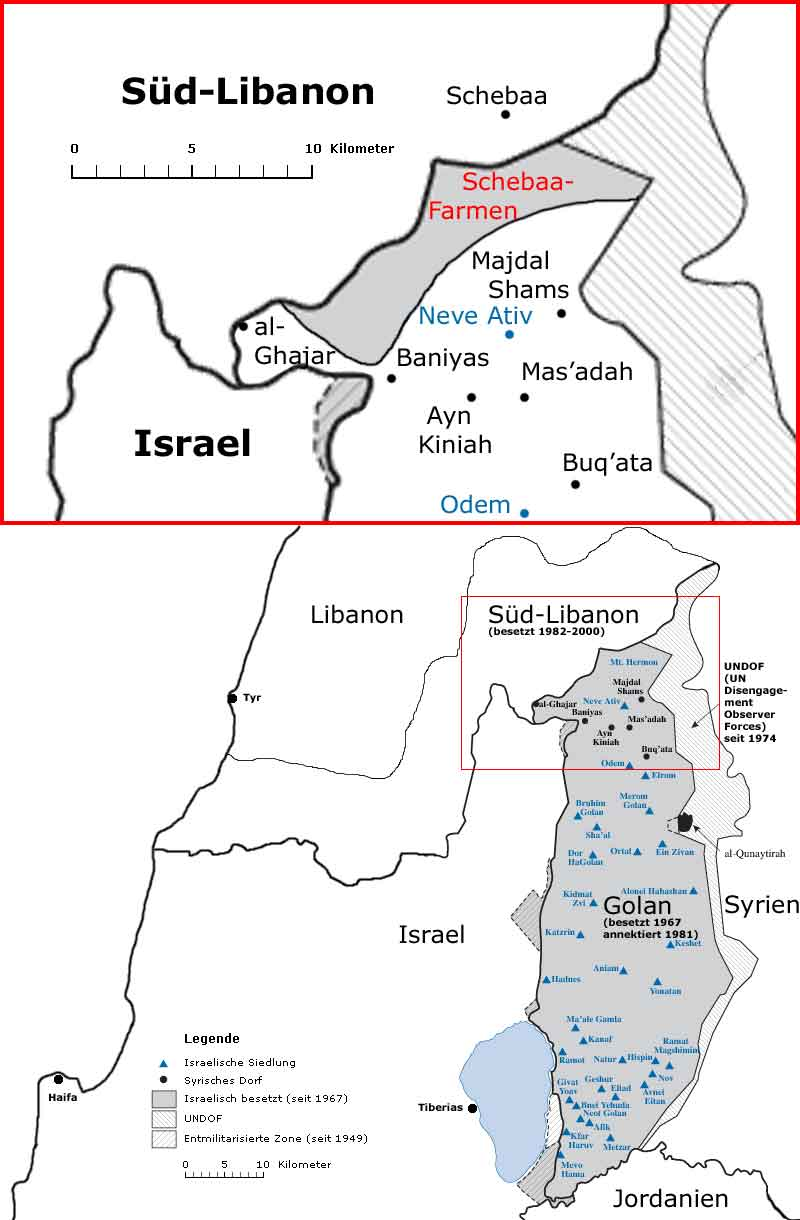
Karte

Die Schebaa-Farmen (arabisch مزارع شبعا, DMG Mazāriʿ Schibʿā, hebräisch חַוּוֹת שִׁבְּעַא Chawwōt Schibʿā) sind ein seit 1967 von Israel besetztes kleines, politisch umstrittenes Gebiet an der Grenze zwischen dem Libanon, Israel und Syrien. Es umfasst 14 seit 1967 nicht mehr existierende Bauernhöfe südlich des libanesischen Dorfes Schebaa (Aardatâ, Al-Aqareb Jouret, Al-Mouloul Marah, Al-Roubaa, EL-Dhimmi Beit, Fashkûl, Kfardûmâ, Khallet Ghazâale, Mughr Shabʿâ, Mazraʿat Qafwâ, Ramthâ und Zebdîn). In dem Gebiet befinden sich auch einige militärische Außenposten Israels (Nachal Siʾon, Har Dov, זיוונית Ziwanit). Das unumstrittene libanesische Dorf Schebaa selbst gehört nicht zum Gebiet der Schebaʿa-Farmen.
Das Gebiet liegt am Westhang des Berges Hermon im Gebiet des 1967 von Israel besetzten syrischen Golan, auf dem seit 1981 die israelische Gesetzgebung Anwendung findet. Das vom Libanon als libanesisch beanspruchte Gebiet reicht im Südosten bis zum Flüsschen Nachal Siʾon (arabisch: Wādī ʿAsal.) Es ist ungefähr 28 km² groß und liegt auf einer Höhe von 400 bis 2224 m. Die Gegend wird bis 1.200 Meter Höhe hauptsächlich als Ackerland genutzt, auf dem Gemüse und Gerste angebaut wird. Seit einigen Jahren gibt es ein Wintersportgelände. Das Gebiet gehört zum von Israel eingerichteten Naturschutzgebiet Hermon.
Der Bergrücken selber heißt auf Hebräisch Ketef Siʾon (כְּתֵף שִׂיאוֹן Ktef Siʾon, deutsch ‚Siʾon-Schulter‘ bzw. Bergrücken), sein nordöstlicher Punkt Har Dov (הר דב ‚Bären-Berg‘).
Die Schebaa-Farmen wurden 1967 im Sechstagekrieg von Israel erobert; sie waren bis dahin von Syrien verwaltet worden. Bis 1941 gehörten sie zum französischen Mandatsgebiet des Großlibanon. Die französischen Verwalter erstellten zwar Karten des Gebiets, auf denen die Grenzen zwischen Syrien und Libanon eingezeichnet waren, jedoch ohne dafür Kartografen einzusetzen.  Von Beginn des Mandats an wurden die Shebaa-Farmen auf französischen Landkarten als syrisches Territorium ausgewiesen. In der Praxis betrachteten sich die Bewohner des Gebiets jedoch weiterhin als Teil des Libanon. Sie zahlten Steuern an den Libanon und erledigten alle rechtlichen und administrativen Angelegenheiten in Hasbaya und Marj 'Ayun und nicht in Quneitra, der angrenzenden syrischen Regionalhauptstadt. Französische Offiziere, die in der Region dienten, bemerkten diese Anomalie und meldeten der Hohen Kommission in Beirut die Diskrepanz zwischen den Karten und der tatsächlichen Praxis und schlugen vor, die Karten so zu ändern, dass sie der lokalen Praxis entsprechen. Allerdings wurde weder von Frankreich noch von der syrischen oder libanesischen Regierung etwas unternommen, um die Angelegenheit zu klären. Syrien hat dieses Gebiet dem Libanon zwar mündlich zugesprochen, hat dies aber bisher nicht in einem völkerrechtlich verbindlichen schriftlichen Vertrag gegenüber dem Libanon bestätigt. Syrische Generalstabskarten von 1967 weisen das Gebiet dementsprechend als syrisch aus; dies gilt übrigens auch für libanesische Militärkarten.
Während des sogenannten Abnutzungskrieges 1969–1970 wurde das Gebiet von der libanesischen Seite der Grenze durch die PLO infiltriert und als Ausgangspunkt für Feuerüberfälle genutzt, bis die israelische Armee feste Stützpunkte einrichtete und die Maʿale Siʾon genannte Straße zur Bestreifung des Grenzgebietes bis zum Har Dov asphaltierte.
Die Region verfügt über große Wasservorkommen und ist damit auch für Israels Wasserversorgung von Bedeutung. Am Fuß dieses Gebietes verläuft die heute verfallene Trasse des ehemaligen Umleitungskanals, mit dessen Hilfe der Libanon und Syrien ab 1965 die Quellflüsse des Jordans umleiten und Israel so Wasser entziehen wollten. Zugleich verläuft dort ein Abschnitt der ehemaligen TAP (Transarabische Pipeline).
Nach dem israelischen Rückzug aus dem Südlichen Libanon im Jahr 2000 bis zur Umsetzung der Resolution 1701 des UN-Sicherheitsrates beherrschte die schiitische Hisbollah-Miliz den Süden des Libanons, nicht aber die Schebaa-Farmen. Die pro-iranische Organisation hat angekündigt, ihre Angriffe auf Israel so lange fortzusetzen, bis es auch die Schebaa-Farmen an den Libanon gibt. In letzter Zeit [wann?] kommt es in der Region immer wieder zu kleineren Raketenangriffen aus dem Libanon. Israel antwortet mit Artillerie-Feuer bzw. Luftschlägen.
Die Schebaa-Problematik ist erstmals im Zusammenhang mit dem israelischen Rückzug aus dem Libanon im Jahr 2000 einem UN-Emissär gegenüber erwähnt worden. Die UN halten das Gebiet für syrisch, die Hisbollah und der Libanon für libanesisch. Syriens Position ist widersprüchlich: 2000 hieß es, man habe die Farmen 1951 dem Libanon geschenkt, 2006 dagegen bestand Präsident al-Assad auf einen Abzug Israels vor einer Grenzziehung. Ohne Regelung der Schebaa-Problematik zwischen allen drei beteiligten Ländern scheint ein Friedensvertrag zwischen dem Libanon und Israel nicht möglich. Seit dem Zweiten Weltkrieg ist völkerrechtsgültiger Gebietserwerb durch einfache Annexion ohne Einwilligung des Zedierenden nicht mehr möglich. Der Grund der Besetzung (z. B. Gewinn in einem Verteidigungskrieg bzw. hier „präventiver Angriffskrieg“) ist dabei für die Gültigkeit des Erwerbstitels nicht maßgebend, sondern kumulativ nur die Zustimmung des früher die Gebietshoheit ausübenden Staates, die formelle Annexion und die kontinuierliche effektive Ausübung von Hoheitsakten. Vor einer Klärung der Schebaa-Problematik mit Israel ist also erst noch die Gebietshoheit zwischen Libanon und Syrien völkerrechtlich zu klären.

## Etymologie
Der Name Schebaa wird oft – irrtümlich – auf das hebräische Wort שֶׁבַע scheva, deutsch ‚sieben‘ zurückgeführt, ist aber möglicherweise von der arabischen Wurzel شبع / š-b-ʿ abgeleitet, was 'satt sein/werden' bedeutet, das auf hebräisch שָׂבֵעַ saveʿa, deutsch ‚satt‘ entspricht. Die Herkunft aus einer anderen Sprache scheint ebenso möglich, wobei hier das Syrisch-Aramäische als die wahrscheinlichste Variante gilt. Für letzteres spricht die Endsilbe -ā, die im Aramäischen einen nachgestellten Artikel bildet und in zahlreichen Toponymen der Region zu finden ist. Die Schreibweise mit Doppel-A geht auf das Französische zurück, das mit -aa- den arabischen Konsonanten ʿAin (ع) wiedergibt.

## Bevölkerung
Die Bevölkerung umfasst einige hundert Personen und setzt sich hauptsächlich aus jüdischen Neueinwanderern aus Äthiopien (Falashmura) und israelischem Militärpersonal zusammen.

## Geschichte

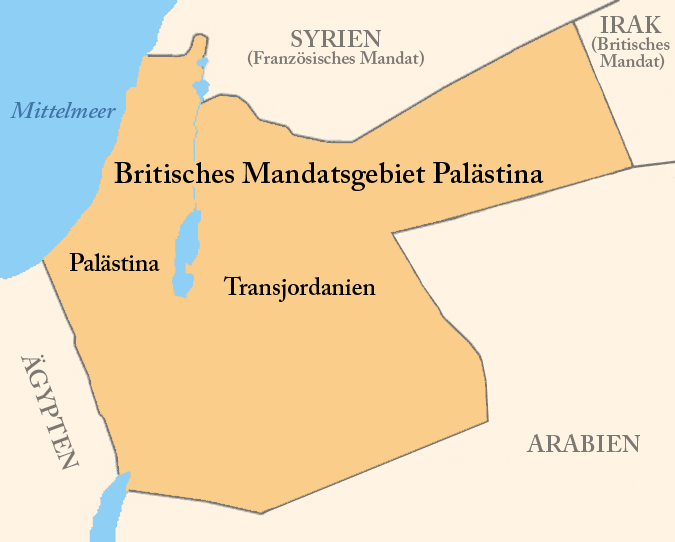
Britisches Mandat Palästina, 1920

Das Territorium der Schebaa-Farmen war jahrhundertelang ein Gebiet des Osmanischen Reiches und von 1888 bis 1920 des Vilâyet Beirut innerhalb des Reiches.
Nach der Kapitulation des Osmanischen Reiches im Ersten Weltkrieg (1918) besetzte Großbritannien Palästina (das damals auch noch Transjordanien umfasste) und den Irak; Frankreich besetzte den Libanon und Syrien. Die Grenzen zwischen den besetzten Territorien waren größtenteils 1916 im Sykes-Picot-Abkommen vereinbart worden. Dabei wurde das Gebiet der Schebaa-Farmen Syrien zugeordnet, das 1920 zunächst noch mit dem Libanon eine Einheit bildete.
Nach dem Ersten Weltkrieg beschloss der Völkerbund auf der Konferenz von San Remo (19. bis 26. April 1920) unter anderem drei Mandate. Er erteilte Frankreich Mandate über Libanon und Syrien und Großbritannien das Völkerbundsmandat für Palästina. Dabei wurden die Grenzziehungen des Sykes-Picot-Abkommens übernommen. Zwischen 1920 und 1924 wurden die Grenzlinien in geringem Umfang mehrmals neu bestimmt. 1924 legten Großbritannien und Frankreich die Mandatsgebietsgrenzen des Libanon, Syriens, Palästinas und Transjordaniens endgültig fest. Dabei wurde das Territorium der Schebaa-Farmen innerhalb des französischen Mandatsgebiets dem Großlibanon zugeschlagen.
In den 1920er und 1930er Jahren galten die Bauernhöfe bei Schebaa als libanesisches Gebiet. Syrien beanspruchte dieses Gebiet, weil es das Recht des Libanon auf Unabhängigkeit ablehnte. Im Waffenstillstandsabkommen von 1949 wurde es, ohne namentlich genannt zu werden, Syrien zugerechnet. In den 1940er Jahren besetzte Syrien die Bauernhöfe und hatte die Verwaltung der Gegend inne, bis es sie und den Golan im Sechstagekrieg 1967 an Israel verlor.
Die syrische Verwaltung der Bauernhöfe in den Jahren 1946–1967 verursachte eine ungewöhnliche Situation. Sowohl die Bewohner der Bauernhöfe waren libanesische Staatsangehörige, als auch das Land war libanesisches Territorium, ebenso wurde die Steuerhoheit über das Gebiet vom Libanon ausgeübt. Die Zivil-Verwaltung und die militärische Hoheit waren dagegen syrisch. Der Libanon stimmte der syrischen Verwaltung über die Höfe nicht zu, rief aber auch nicht die Vereinten Nationen an, um die ohnehin angespannte Beziehung mit Syrien nicht weiter zu verschlechtern. Tatsächlich versuchte der Libanon zwischen 1956 und 1958, eine Polizeistation bei den Schebaa-Farmen zu errichten, wobei einige libanesische Polizisten von Syrern getötet und andere gewaltsam vertrieben wurden.
Bewohner und Grundbesitzer der Schebaa-Farmen beanstandeten zwischen 1946 und 1967 bei den libanesischen Regierungen vom Präsidenten Béchara el-Khoury bis zum Präsidenten Fuad Schihab wiederholt die Verhältnisse. Sie reichten auch bei der syrischen Regierung Petitionen ein.
Während des Sechstagekrieges im Juni 1967 besetzte Israel den größten Teil des Golan und mit ihm die Schebaa-Farmen. In der Resolution 242 des UN-Sicherheitsrates vom 22. November 1967 wurden die Schebaa-Farmen nicht als libanesisches Gebiet erwähnt. Die Resolution 242 legte alle Gebiete auf dem Golan, die durch Israel jenseits der israelischen Grenze besetzt wurden, als syrisches Territorium fest. Der Libanon war nicht am Sechstagekrieg beteiligt und verlautbarte zu dieser Zeit nie öffentlich, dass Israel libanesisches Gebiet besetzt habe.
1972 besetzte Israel Territorien in der Umgebung von Hûla auf der libanesischen Seite der Grenze, verweilte dort aber nur kurz.
Auch am dritten israelisch-arabischen Krieg, dem Jom-Kippur-Krieg (Oktoberkrieg) von 1973, nahm der Libanon nicht teil und betrachtete auch danach keinen Teil seines Gebietes als von Israel besetzt. Die UN-Resolution 338 von 22. November 1973 enthielt ebenfalls keine Erwähnung von angeblich besetztem libanesischen Territorium.
Nach einer Reihe von Zusammenstößen zwischen israelischen Einheiten und der PLO marschierten israelische Truppen im März 1978 in den Libanon ein. Daraufhin verlangte der UN-Sicherheitsrat in der Resolution 425 vom 19. März 1978 den israelischen Rückzug auf die Position vor der Invasion am 14. März auf die sogenannte Blaue Linie. Israel zog seine Truppen zurück, aber auch in dieser Resolution wurden die Schebaa-Farmen nicht genannt.
Im Juni 1982 drang Israel erneut in den Libanon ein und besetzte Teile des Südlichen Libanons, aus denen es sich erst im Mai 2000 zurückzog. Die Resolution 520 des UN-Sicherheitsrates vom 17. September 1982 forderte den Rückzug aller nicht-libanesischen Streitkräfte aus dem Libanon, die Wiederherstellung der Hoheit und die territoriale Vollständigkeit des Libanon. Diese Resolution erwähnte die Schebaa-Farmen nicht, weil diese aus Sicht der Vereinten Nationen ein Teil der syrischen Gebiete waren, die von den den syrischen Golan betreffenden Resolutionen 242 und 338 abgedeckt wurden.
Auf der amerikanisch-sowjetisch geleiteten Friedenskonferenz von Madrid im Oktober 1991 saßen erstmals alle Beteiligten am Arabisch-Israelischen Konflikt an einem Tisch. Alle anderen arabischen Staaten außer dem Irak hatten Beobachter entsandt. Auf dieser Konferenz bestätigten Israel, die Palästinenser und die benachbarten arabischen Staaten, dass der Libanon vollständig von Syrien besetzt und nicht von den Resolutionen 242 und 338 betroffen sei. Alle am Nahostkonflikt beteiligten Länder hätten die Grenzen aus den Verträgen von 1949 einzuhalten. Zu dieser Zeit erwähnten weder Israel noch Syrien noch irgendein arabisches Land die Schebaa-Farmen als besetztes libanesisches Gebiet.
Libanesische und syrische Behörden beharrten aber darauf, dass Syrien offiziell den Bereich der Bauernhöfe von Schebaa 1951 dem Libanon zugeschlagen habe. Die Vereinten Nationen legten 2005 die Gebietszugehörigkeit des zwischen Syrien und dem Libanon umstrittenen Gebietes in der Resolution 1583 vom 28. Januar nach den Grenzen von 1949 fest und sprachen die Schebaa-Farmen daher Syrien zu. Laut den Vereinten Nationen steht beiden Staaten die Möglichkeit eines Gebietsaustausches frei.
Am 25. September 2005 forderten die Vereinten Nationen Israel zur Regelung des Grenzkonflikts mit dem Libanon auf. UN-Generalsekretär Kofi Annan hatte den israelischen Ministerpräsidenten Ariel Scharon ersucht, den libanesischen Forderungen nachzukommen. Scharon erwiderte, dass Israel derzeit nicht beabsichtige, seine Truppen aus dem Gebiet der Schebaa-Farmen abzuziehen.

### Kämpfe
Von Mai 2000 bis Ende 2004 lieferten sich die israelische Armee (IDF) und Hisbollah über 50 Kämpfe. Als Folge dieser Angriffe starben Dutzende Libanesen, 13 israelische Soldaten, drei Soldaten wurden entführt und Dutzende wurden beiderseits verwundet. Die Angriffe wurden mit Panzerabwehrraketen, Mörsergranaten und Handfeuerwaffen geführt. Israel setzte unter anderem Hubschrauber ein. Nahe der Grenze wurden Minen verlegt.

#### Israelische und libanesische Angriffe
| Nr. | Datum             | Art des Angriffs |
| --- | ----------------- | --- |
| 01  | 7. Oktober 2000   | Drei israelische Soldaten werden erschossen und verschleppt, fünf Soldaten werden durch Artilleriefeuer verwundet. Die Leichen der verschleppten Soldaten werden bei einem Gefangenen-Austausch zurückgebracht. |
| 02  | 16. November 2000 | Bei der Detonation einer Sprengladung werden zwei israelische Soldaten verwundet. |
| 03  | 26. November 2000 | Bei der Detonation einer Sprengladung werden zwei israelische Soldaten verwundet. |
| 04  | 16. Februar 2001  | Eine Panzerabwehrrakete wird auf einen israelischen Armeekonvoi abgefeuert. Ein israelischer Soldat wird getötet, zwei Soldaten werden verwundet. |
| 05  | 14. April 2001    | Eine Panzerabwehrrakete ('PAK') wird auf einen israelischen Panzer abgefeuert. Ein israelischer Soldat wird getötet. |
| 06  | 14. Mai 2001      | Eine PAK wird auf einen israelischen Armeeaußenposten abgefeuert. Kein Personenschaden. |
| 07  | 29. Juni 2001     | PAK und mehrere Mörser-Granaten auf vier israelische Armeeaußenposten abgefeuert. Ein israelischer Soldat wird verwundet. |
| 08  | 1. Juli 2001      | PAK und mehrere Mörser-Granaten auf israelische Armeeaußenposten bei Har Dow und am Berg Hermon abgefeuert. Kein Personenschaden. |
| 09  | 3. Oktober 2001   | PAK und Mörser-Granaten auf zwei israelische Armeeaußenposten abgefeuert. Kein Personenschaden. |
| 10  | 22. Oktober 2001  | PAK und Mörser-Granaten auf drei israelische Armeeaußenposten abgefeuert. Ein Mitarbeiter des Verteidigungsministeriums leicht verwundet. |
| 11  | 23. Januar 2002   | Zahlreiche PAK und Mörser-Granaten werden auf israelische Armeeaußenposten abgefeuert. |
| 12  | 30. März 2002     | Mörsergranaten auf israelischen Armeeaußenposten abgefeuert. Kein Personenschaden. |
| 13  | 2. April 2002     | Mörsergranaten auf israelischen Armeeaußenposten abgefeuert. Kein Personenschaden. |
| 14  | 3. April 2002     | Raketen auf Nachal Siʾon nahe der Grenze abgefeuert. Ein israelischer Soldat verwundet. |
| 15  | 5. April 2002     | Raketen und Mörser-Granaten auf israelischen Armeeaußenposten abgefeuert. Kein Personenschaden. |
| 16  | 7. April 2002     | PAK, Raketen und kleinere Waffen werden auf israelischen Armeeaußenposten abgefeuert. Vier Sprengstoffladungen detonieren nahe bei Kafr Ghadjar. PAK werden bei Moschav Avivim abgefeuert. Schüsse aus einem Jagdgewehr verletzen einen Wächter beim Kibbuz Menara (westlicher „Finger von Galiläa“, nicht Golan). Sieben israelische Soldaten werden verletzt, einer davon lebensbedrohlich.                                              |
| 17  | 8. April 2002     | PAK und Mörser-Granaten auf israelische Armeeaußenposten abgefeuert. Kein Personenschaden. |
| 18  | 9. April 2002     | Artillerie, PAK und kleinere Waffen werden auf israelische Armeeaußenposten bei Har Dow und den Hängen des Bergs Hermon (Madschdal Schams, Hermon-Skipisten, Moschav Newe Ativ) abgefeuert. Kein Personenschaden. |
| 19  | 10. April 2002    | Versuch einen israelischen Armeeaußenposten anzugreifen. Eine Hisbollah-Flagge wurde nahe einem Außenposten aufgestellt. Artillerie und PAK werden von Har Dov auf Außenposten in den nördlichen Golan-Höhen abgefeuert. Kein Personenschaden. |
| 20  | 11. April 2002    | Artillerie und Mörsergranaten auf israelischen Armeeaußenposten abgefeuert. Kein Personenschaden. |
| 21  | 12. April 2002    | PAK und Mörsergranaten auf israelischen Armeeaußenposten abgefeuert. Kein Personenschaden. |
| 22  | 13. April 2002    | PAK und Mörsergranaten auf israelischen Armeeaußenposten abgefeuert. Kein Personenschaden. |
| 23  | 26. April 2002    | Artillerie und Mörsergranaten auf israelischen Armeeaußenposten abgefeuert. Sechs israelische Soldaten werden verwundet. |
| 24  | 29. August 2002   | Artillerie und Mörsergranaten auf zwei israelische Armeeaußenposten abgefeuert. Ein israelischer Soldat wird getötet und zwei verwundet. Die israelische Armee erwiderte das Feuer mit Artilleriebeschuss. |
| 25  | 21. Januar 2003   | Mit Mörsergranaten, Jagdgewehren und PAK auf israelischen Armeeaußenposten gefeuert. Kein Personenschaden. |
| 26  | 8. August 2003    | Artillerie und Mörsergranaten auf zwei israelische Armeeaußenposten abgefeuert. Ein israelischer Soldat wird getötet und zwei verwundet. Die israelische Armee erwiderte das Feuer mit Artilleriebeschuss. |
| 27  | 27. Oktober 2003  | Großeinsatz von Mörsergranaten auf mehrere israelische Armeeaußenposten bei Har Dov. Ein israelischer Soldat wird verwundet. Die israelische Armee erwiderte das Feuer mit Artilleriebeschuss und greift Hisbollah-Ziele an. |
| 28  | 22. März 2004     | Flächenbeschuss mit ca. 100 Mörsergranaten auf israelische Armeeaußenposten. |
| 29  | 7. Mai 2004       | Umfangreicher Angriff gegen israelische Armeeaußenposten bei Har Dow. Sprengladungen werden gezündet und Mörser-Granaten abgefeuert. Ein israelischer Soldat wird getötet und drei weitere werden verletzt. |
| 30  | 8. Juni 2004      | Ungefähr 80 Mörsergranaten und PAK auf israelische Armeeaußenposten abgefeuert. Ein israelischer Soldat wird verwundet. |
| 31  | 9. Januar 2005    | Sprengladungen bei einem Patrouillengang in der Nähe von Nachal Siʾon gezündet. Ein israelischer Soldat wird getötet. Ein UN-Soldat wird während des Angriffs durch feindliches Feuer getötet. |
| 32  | 14. Januar 2005   | Eine Sprengladung bei Nachal Siʾon – wahrscheinlich durch ein Tier ausgelöst. Kein Personenschaden. |
| 33  | 17. Januar 2005   | Eine Sprengstoffladung detoniert beim Angriff auf einen Bulldozer in der Nähe von Nachal Siʾon. Kein Personenschaden. |
| 34  | 29. Juli 2005     | Angriff auf mehrere israelische Militärposten im Libanon. Bei den Angriffen sei mindestens ein Israeli verletzt worden, teilte die israelische Armee mit. Laut der libanesischen Polizei flog die israelische Armee als Reaktion mehrere Luftangriffe auf die Dörfer Kfar Schuba und Schebaa im Südlibanon. Auch andere Dörfer im Grenzgebiet seien von der Artillerie beschossen worden. Über Verletzte war dort zunächst nichts bekannt. |
| 35  | 30. Juli 2005     | Den Angaben zufolge nahmen die israelischen Soldaten in der Nähe einer ihrer Stellungen im Libanon zwei Hisbollah-Kämpfer fest. Sie gehörten nach Armeeangaben zu einem Kommando, das am Vortag bei stundenlangen Gefechten im Grenzgebiet einen israelischen Soldaten getötet hatte. |
| 36  | 29. Oktober 2005  | Israelische Helikopter griffen Positionen der Hisbollah-Miliz im Süd-Libanon an. Die zehnminütigen Angriffe gingen vom Gebiet der Schebaa-Farmen aus. Der Angriff stellte eine direkte Reaktion auf die am Vortag getätigte Aussage des Hisbollah-Anführer Hassan Nasrallah dar. Dieser sagte, seine Organisation unterstütze die ideologischen Positionen des Iran.                                                                       |
| 37  | 21. November 2005 | Nach israelischen Militärangaben wurden bei Raketenangriffen im Gebiet der Schebaa-Farmen elf Soldaten verletzt, zwei davon schwer. Die Raketen schlugen auf dem Gebiet der Schebaa-Farmen sowie in den Städten Kirjat Schmona und Metulla ein. Israel antwortete mit dem Einsatz von Kampfjets und Artilleriefeuer. |

### Zusammenfassung der Gebietsstreitigkeiten
Der Anspruch auf dieses Territorium stellt aus Sicht der libanesischen Hisbollah eine Legitimierung für fortbestehende Feindseligkeiten gegenüber Israel dar. Bei einem vollständigen Rückzug Israels aus allen besetzten libanesischen Gebieten würde die Hisbollah ihre Existenzberechtigung als bewaffnete Miliz verlieren, da sie nach eigener Aussage die Israelis nur aus dem Libanon vertreiben will. Weiterhin ist die Hisbollah nicht bereit, den rein jüdischen Charakter des Staates Israels anzuerkennen.
- Libanon und Syrien erklärten das Gebiet der Schebaa-Farmen zu einem Teil des Libanons.[2]
- Die Vereinten Nationen bezeichnen das Gebiet der Schebaa-Farmen als syrisches Gebiet, das von Israel besetzt sei.[7]
- Israel vertritt die Position, dass das Gebiet der Schebaa-Farmen den 1967 eroberten Golanhöhen angehört, auf denen allerdings gemäß dem einseitigen Beschluss der Knesset (israelisches Parlament) betreffend die Annexion der Golan-Höhen von 1981 israelisches Recht Anwendung findet.

## Sieben Dörfer

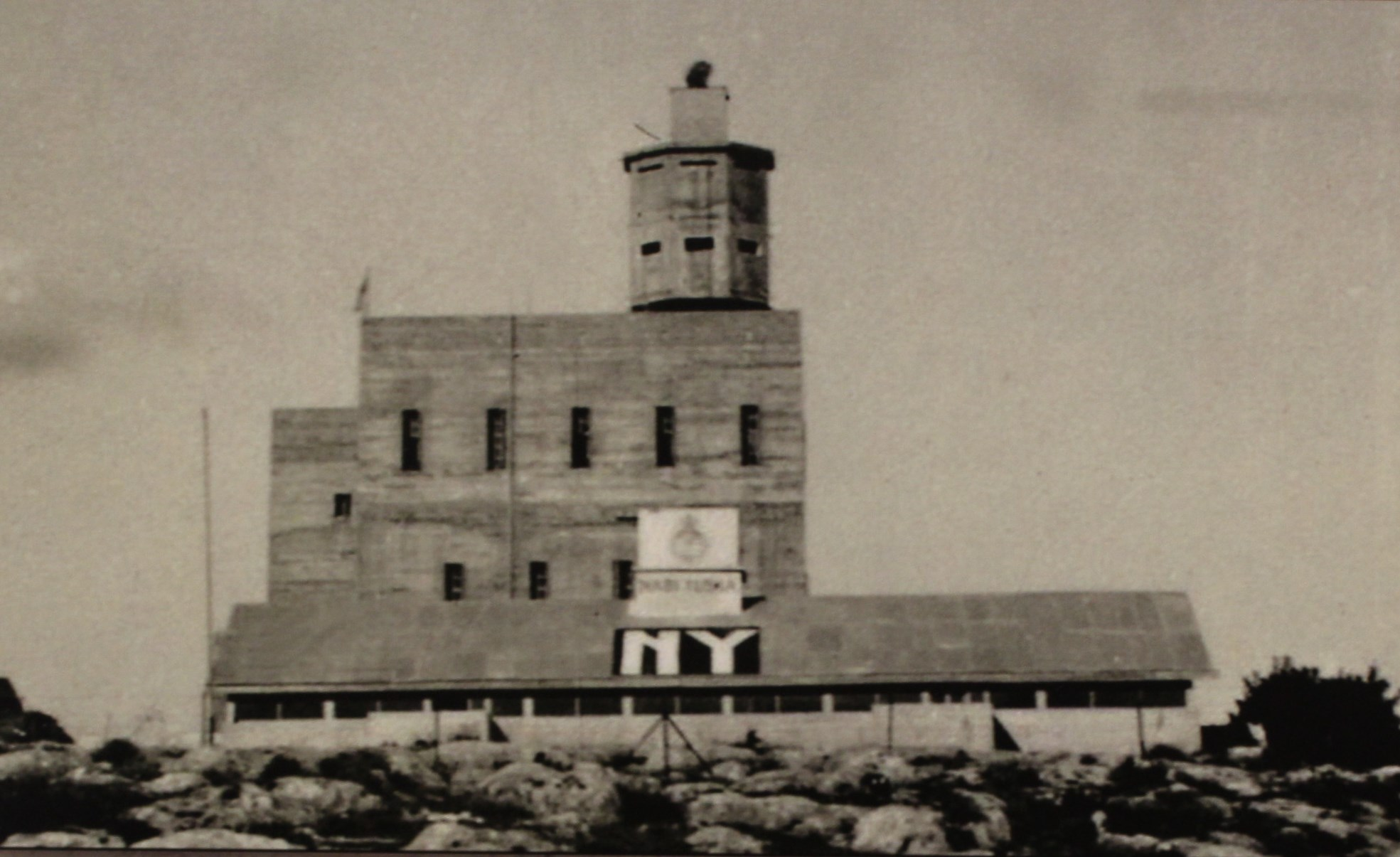
An-Nabî Yûshaʿ: Tegart-Fort in den 1940er Jahren

Im Juni 2005 äußerte die Hisbollah, dass nicht nur die Schebaa-Farmen, sondern auch die sogenannten „Sieben Dörfer“ zum Libanon gehörten. Die heute nicht mehr existierenden schiitischen Dörfer (Ibl Qamah, Hounîn, Malkiyya, an-Nabî Yûshaʿ, Kades, Saliha und Teir Bikha) waren bis 1948 besiedelt.
1924 gingen die sieben Dörfer von der für Libanon und Syrien zuständigen französischen an die für Palästina zuständige britische Mandatsmacht über, die 1939 in an-Nabî Yûshaʿ ein stark befestigtes Tegart-Fort für den Grenzschutz errichtete. 1949 übernahm Israel als Rechtsnachfolger der Mandatsmacht diese sieben Dörfer; die Bewohner flohen in den Süden des Libanon.

## Tourismus

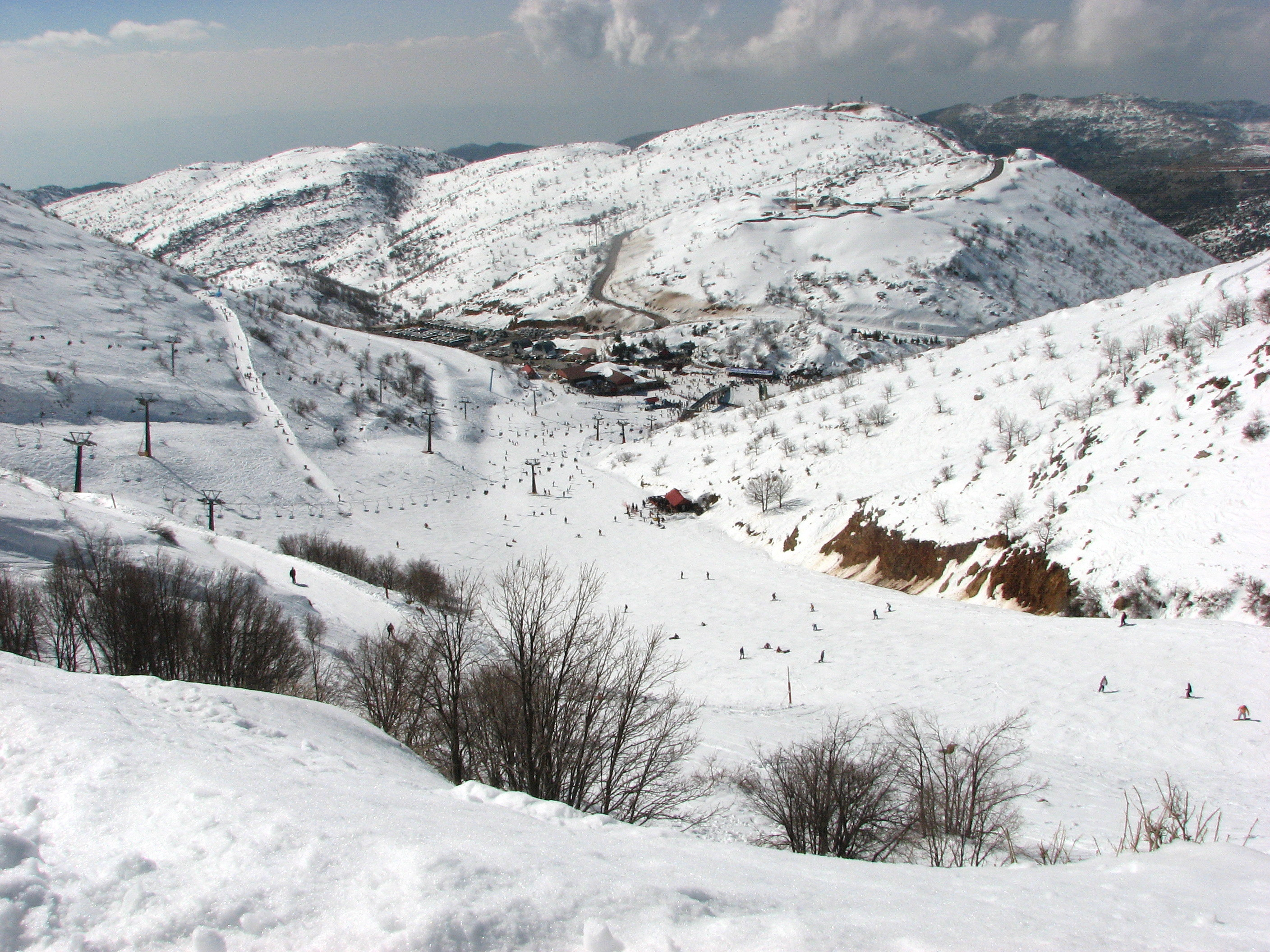
Berg Hermon

Als touristischer Anlaufpunkt gilt das Skigebiet an den Hängen des Berges Hermon. Dies ist das einzige Skigebiet innerhalb des von Israel kontrollierten Gebiets. Israel hat dort 45 Kilometer Abfahrten mit fünf Sesselliften eingerichtet, die ganzjährig geöffnet haben. Die Abfahrten haben verschiedene Schwierigkeitsgrade, die längste ist zweieinhalb Kilometer lang.
Die Lifte und Pisten für die israelischen Skifahrer befinden sich im östlichen Teil der Schebaa-Farmen in einer Höhe von 1680 bis 2100 Metern. Um die 6000 Personen benutzen täglich die Lifte für Ausflüge, zum Ski- oder Schlittenfahren. Der höchstgelegene Lift wird stündlich von 400 bis 800 Personen in Anspruch genommen. 2000 israelische Skifahrer fahren täglich die Berghänge hinab. Es gibt eine Skischule mit Dutzenden Skiausbildern, von denen die meisten aus Europa oder den USA kommen. Die vorhandene Skiaufsicht arbeitet mit der alpinen Elite-Einheit der israelischen Armee zusammen.
Das israelische Skigelände wird von Bewohnern des nahegelegenen Dorfs Newe Ativ betrieben, das nicht mehr zu den Schebaa-Farmen gehört. Dort befinden sich auch die Hotels und Gaststätten für die Skifahrer. Viele Skiausrüster kommen aus dem drusischen Dorf Madschdal Schams, das ebenfalls nicht mehr zu den Schebaa-Farmen, wohl aber zum israelisch besetzten Golan gehört.